# Stadsträdgården, Karlskrona
Stadsträdgården i Karlskrona är ett externhandelsområde med bland annat Biltema, Jula, ÖoB och Stadium Outlet.
Bygget föregicks av diskussioner, eftersom det visade sig att fridlysta sandödlor levde i området när Karlskrona kommun arbetade med en detaljplan för området. Den 7 maj 2010 presenterade Karlskrona kommun planerna för det nya handelsområdet, med byggstart hösten 2010. och år 2012 etablerade sig Biltema där.